# Payo Enríquez de Rivera

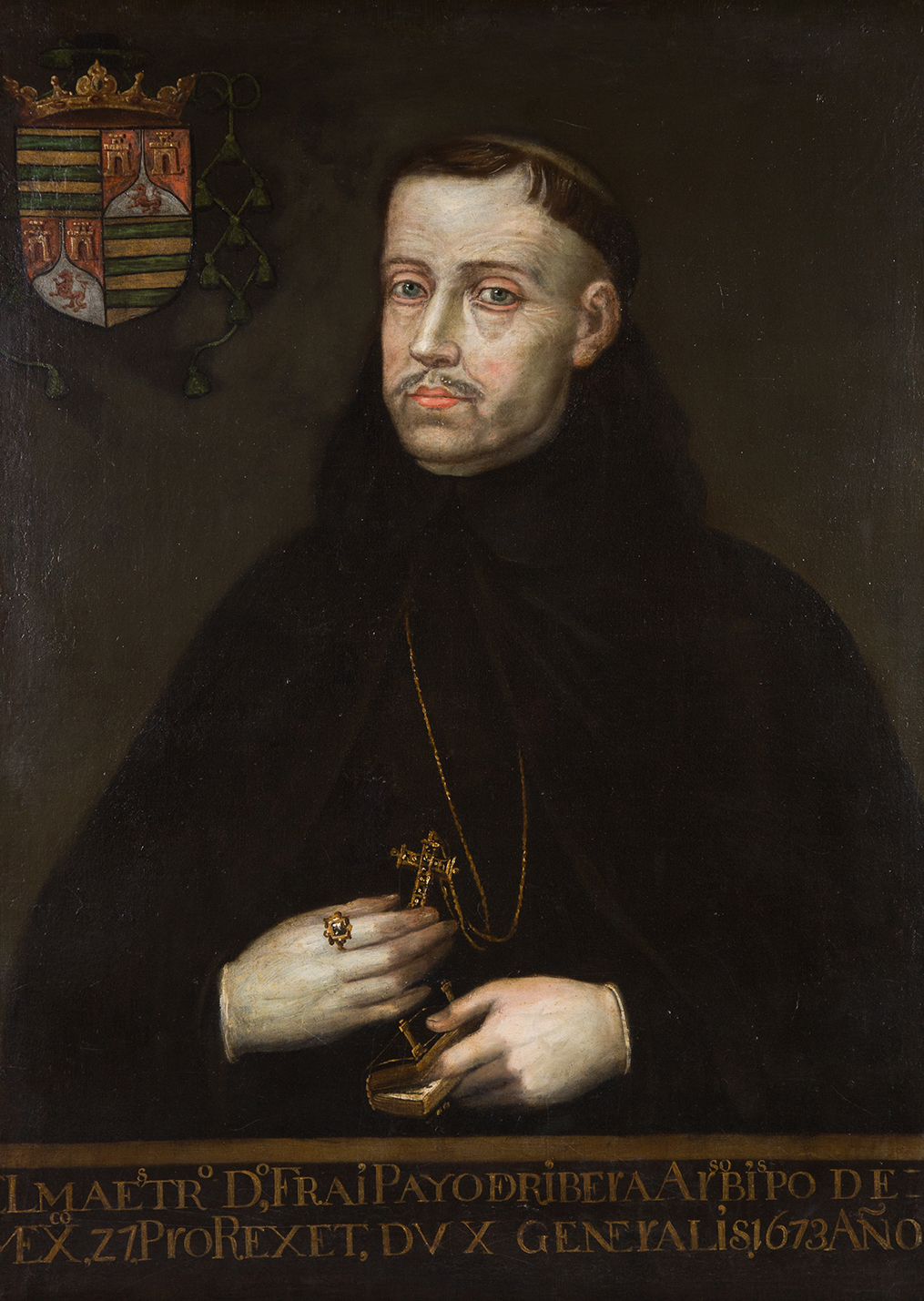
Payo Enríquez der Rivera, Erzbischof von Mexiko

Erzbischofswappen des Payo Enríquez Afán de Rivera

Payo Enríquez Afán de Rivera OESA (auch in abweichender Schreibweise: Ribera) (* 12. April 1613 oder 1622 in Sevilla, Spanien; † 8. April 1684 in Ávila, Spanien) war ein spanischer Geistlicher und Bischof der römisch-katholischen Kirche, der als Vizekönig von Neuspanien amtierte.

## Leben

### Herkunft und Ausbildung
Payo Enríquez de Rivera kam als unehelicher Sohn von Fernando Afán de Ribera, dem Herzog von Alcalá, zur Welt, der zu jener Zeit als Militärkommandant von Sevilla amtierte. Er erhielt eine Schulausbildung in seiner Heimatstadt und trat in den Augustinerorden ein. An der Universität Osuna studierte er Theologie und übernahm dort auch Lehraufgaben. Zur selben Zeit war er auch Vorsteher mehrerer Augustinerklöster in Kastilien. Später lehrte er an den Universitäten von Burgos, Valladolid und Alcalá de Henares.

### Amtszeit als Bischof von Guatemala
In Alcalá de Henares lernte de Rivera König Philipp IV. kennen, der ihn offenbar sehr schätzte. Bald darauf, im Juli 1657, veranlasste dieser, dass Papst Alexander VII. de Rivera zum Bischof von Guatemala berief. Ende 1658 übernahm er seine Diözese in Mittelamerika. Er weihte dort die ersten Bethlehembrüder zu Priestern, die dem Franziskaner Peter von Betancurt folgten.
1668 versetzte ihn Papst Clemens IX. in das Bistum Michoacán in Mexiko. Er machte sich auf die Reise und erfuhr unterwegs, dass er zum Erzbischof von Mexiko ernannt worden war.

### Amtszeit als Erzbischof von Mexiko
In seiner Amtszeit als Erzbischof zählte er zu den Förderern und Vertrauten der Dichterin Juana Inés de la Cruz.

### Amtszeit als Vizekönig von Neuspanien
Als im Dezember 1673 nach nur sechs Tagen im Amt der Vizekönig Pedro Nuño Colón de Portugal starb, hatte die Real Audiencia wie üblich einen versiegelten Umschlag mit einem designierten Nachfolger. Zu diesem hatte der Hof in Madrid Erzbischof Enríquez de Rivera bestimmt. Seine Amtszeit, in der de Rivera Erzbischof blieb, dauerte über sieben Jahre. Er veranlasste Verbesserungen in der Infrastruktur, etwa die Wasserversorgung von Villa Guadalupe oder den Bau mehrerer Brücken in Mexiko-Stadt. Auch das Entwässerungssystem für das Tal von Mexiko wurde wesentlich vorangetrieben. Außenpolitisch hatte auch er mit der Abwehr ausländischer Piraten zu kämpfen. 1677 ließ er im Norden die Stadt Paso del Norte gründen, das heutige Ciudad Juárez. Von der Doppelbelastung der Amtsgeschäfte des Vizekönigs und Erzbischofs ermüdet, bat er in Spanien um seine Ablösung von beiden Ämtern, die ihm im 1680 gewährt wurde. Er übergab das Amt des Vizekönigs im November 1680 und das des Erzbischofs im Juni 1681 an seine Nachfolger.
Bevor er nach Spanien zurückkehrte, überließ er seine Besitztümer einem Waisenhaus und vermachte seine Bibliothek dem Oratorium in Mexiko. In Spanien zog er sich in Ávila ins Kloster Santa María del Risco zurück, wo er im April 1684 starb.